# قصر هلال
قصر هلال (به عربی: قصر هلال) یک شهرک در تونس است که در استان منستیر واقع شده‌است. قصر هلال ۴۹٬۳۷۶ نفر جمعیت دارد.